# انراش ترو
انراش ترو (انگلیسی: András Törő؛ زادهٔ ۱۰ ژوئیهٔ ۱۹۴۰) مهندس، و قایقران کانو اهل ایالات متحده آمریکا است.